# Эль-Хаммам
Эль-Хаммам (араб. الحمام‎) — город на севере Египта, расположенный на территории мухафазы Матрух.

## Географическое положение
Город находится в северо-восточной мухафазы, вблизи побережья Средиземного моря, на расстоянии приблизительно 205 километров к востоку-юго-востоку (ESE) от города Мерса-Матрух, административного центра провинции. Абсолютная высота — 11 метров над уровнем моря.

## Демография
По данным переписи 2006 года численность населения Эль-Хаммама составляла 38 000 человек.
Динамика численности населения города по годам:
| 1996   | 2006   |
| ------ | ------ |
| 14 419 | 38 000 |

## Транспорт
Ближайший аэропорт расположен в городе Бург-эль-Араб.